# クシシュトフ・ヴァジハ
クシシュトフ・イレネウシュ・ヴァジハ（ポーランド語: Krzysztof Ireneusz Warzycha、ポーランド語発音: [ˈkʂɨʂtɔf vaˈʐɨxa]、ギリシア語: Κριστόφ Βαζέχα、1964年11月17日 - ）は、ポーランド出身の元サッカー選手、現サッカー指導者。元ポーランド代表。選手時代のポジションはFW。
パナシナイコスFCで主に活躍し、1998年にギリシャ国籍を取得した。

## クラブ歴

### ルフ・ホジューフ
1983年にルフ・ホジューフで選手となり、1989年にエクストラクラサ得点王に輝くと共にクラブを優勝へと導いた。

### パナシナイコス
1989年12月にアルファ・エスニキのパナシナイコスに加入、リーグを5回、キペロ・エラーダスを5回、スーパーカップを2回制した他、得点王に3回輝いた。
パナシナイコスでは常にクラブ得点王を争う存在で、サポーターからの人気も非常に高かった。ギリシャでプレイした外国人選手の中で優秀な選手の一人に数えられており、1995年には同じポーランド人のユゼフ・ヴァンジクが守護神として君臨し、ヴァジハが得点を取ってリーグ制覇を成し遂げた。
その彼が取った得点の中で最も印象的であったのは、1996年4月3日に行われたUEFAチャンピオンズリーグ 1995-96準決勝のアヤックス・アムステルダム戦での得点である。このアウェーゲームでの彼の得点によってアヤックスは4年ぶりのホームでの敗戦となった上に、オリンピスフ・スタディオン改装前の最終試合を勝利で飾る事が出来なかった。なお、パナシナイコスはその後ホームゲームで0-3と敗れ、このシーズンのUEFAチャンピオンズリーグはここで終わった。彼自身は9試合で6得点の大活躍を見せた。UEFAチャンピオンズリーグでは合計で8得点を記録し、ポーランド人として最多記録を有していたが、2012-13シーズンにロベルト・レヴァンドフスキに抜かれた。
2001年4月29日のイオニコスFC戦でアルファ・エスニキ233得点目を決め、歴代最多得点記録を有するミミス・パパヨアヌに並び、その後この記録を塗り替えた。2004年に現役引退。

## 代表歴
ポーランド代表として50試合9得点の結果を残した。代表出場最終試合は1997年4月に行われたイタリア代表戦であった。

## 監督歴
2009年12月8日にヘンク・テン・カテがパナシナイコスの監督を辞すると、後任のニコス・ニオプリアス監督の下でアシスタントコーチに就任した。
2012年3月1日にはデルタ・エスニキのエガレオFCの監督に就任した。同年、フォキコスFCの監督となった。

## 個人成績

### クラブ
| 1982-83  | ルフ・ホジューフ |            | エクストラ | 5        | 0        | 5        | 0        |
| 1983-84  | ルフ・ホジューフ |            | エクストラ | 26       | 5        | 26       | 5        |
| 1984-85  | ルフ・ホジューフ |            | エクストラ | 30       | 6        | 30       | 6        |
| 1985-86  | ルフ・ホジューフ |            | エクストラ | 30       | 11       | 30       | 11       |
| 1986-87  | ルフ・ホジューフ |            | エクストラ | 28       | 8        | 28       | 8        |
| 1987-88  | ルフ・ホジューフ |            | Iリガ      | 28       | 13       | 28       | 13       |
| 1988-89  | ルフ・ホジューフ |            | エクストラ | 30       | 24       | 30       | 24       |
| 1989-90  | ルフ・ホジューフ |            | エクストラ | 15       | 12       | 15       | 12       |
| ギリシャ | ギリシャ         | ギリシャ   | ギリシャ   | リーグ戦 | リーグ戦 | 期間通算 | 期間通算 |
| 1989-90  | パナシナイコス   |            | アルファ   | 21       | 14       | 21       | 14       |
| 1990-91  | パナシナイコス   |            | アルファ   | 31       | 18       | 31       | 18       |
| 1991-92  | パナシナイコス   |            | アルファ   | 21       | 12       | 21       | 12       |
| 1992-93  | パナシナイコス   |            | アルファ   | 33       | 32       | 33       | 32       |
| 1993-94  | パナシナイコス   |            | アルファ   | 31       | 24       | 31       | 24       |
| 1994-95  | パナシナイコス   |            | アルファ   | 33       | 29       | 33       | 29       |
| 1995-96  | パナシナイコス   |            | アルファ   | 32       | 19       | 32       | 19       |
| 1996-97  | パナシナイコス   |            | アルファ   | 34       | 21       | 34       | 21       |
| 1997-98  | パナシナイコス   |            | アルファ   | 34       | 32       | 34       | 32       |
| 1998-99  | パナシナイコス   |            | アルファ   | 25       | 12       | 25       | 12       |
| 1999-00  | パナシナイコス   |            | アルファ   | 30       | 9        | 30       | 9        |
| 2000-01  | パナシナイコス   |            | アルファ   | 27       | 13       | 27       | 13       |
| 2001-02  | パナシナイコス   |            | アルファ   | 12       | 6        | 12       | 6        |
| 2002-03  | パナシナイコス   |            | アルファ   | 21       | 3        | 21       | 3        |
| 2003-04  | パナシナイコス   |            | アルファ   | 5        | 0        | 5        | 0        |
| 通算     | ポーランド       | ポーランド | エクストラ | 164      | 59       | 164      | 59       |
| 通算     | ポーランド       | ポーランド | Iリガ      | 28       | 13       | 28       | 13       |
| 通算     | ギリシャ         | ギリシャ   | アルファ   | 390      | 244      | 390      | 244      |

### 代表
代表での得点一覧
| #  | 日附           | 場所                                                                 | 対戦相手         | 得点 | 結果 | 大会                                    |
| -- | -------------- | -------------------------------------------------------------------- | ---------------- | ---- | ---- | --------------------------------------- |
| 1. | 1988年10月19日 | ホジュフ・シレジア競技場                                             | アルバニア       | 1–0  | 1–0  | 1990 FIFAワールドカップ・ヨーロッパ予選 |
| 2. | 1989年2月7日   | サンホセ・エスタディオ・ナシオナル・デ・コスタリカ                   | コスタリカ       | 0–1  | 2–4  | 親善試合                                |
| 3. | 1989年2月7日   | サンホセ・エスタディオ・ナシオナル・デ・コスタリカ                   | コスタリカ       | 0–3  | 2–4  | 親善試合                                |
| 4. | 1989年2月12日  | グアテマラシティ・エスタディオ・マテオ・フローレス                   | グアテマラ       | 0–1  | 0–1  | 親善試合                                |
| 5. | 1992年5月19日  | ザルツブルク・シュタディオン・レーヘン                               | オーストリア     | 1–3  | 2–4  | 親善試合                                |
| 6. | 1992年5月27日  | ヤストシェンビェ＝ズドルイ・ヤストシェンビェ＝ズドルイ市立スタジアム | チェコスロバキア | 1–0  | 1–0  | 親善試合                                |
| 7. | 1993年5月19日  | セラヴァッレ・サンマリノ・スタジアム                                 | サンマリノ       | 0–3  | 0–3  | 1994 FIFAワールドカップ・ヨーロッパ予選 |
| 8. | 1996年8月27日  | ベウハトゥフ・スタディオンGKS                                        | キプロス         | 1–0  | 2–2  | 親善試合                                |
| 9. | 1996年11月10日 | カトヴィツェ・スタディオンGKSカトヴィツェ                            | モルドバ         | 2–0  | 2–1  | 1998 FIFAワールドカップ・ヨーロッパ予選 |

## タイトル

### クラブ
ルフ・ホジューフ
- エクストラクラサ: 1988-89

パナシナイコス
- アルファ・エスニキ: 1989-90, 1990-91, 1994-95, 1995-96, 2003-04
- キペロ・エラーダス: 1990-91, 1992-93, 1993-94, 1994-95, 2003-04
- ギリシャ・スーパーカップ: 1993, 1994

### 個人
- ポーランド年間最優秀選手賞: 1988
- アルファ・エスニキ最優秀外国人選手賞: 1994-95, 1996-97, 1997-98
- エクストラクラサ得点王: 1988-89
- アルファ・エスニキ得点王: 1993-94, 1994-95, 1997-98
- キペロ・エラーダス得点王: 1998-99
- IFFHS現役得点王:

3位: 2001

## 政治
2014年のギリシャ地方選挙には新民主主義党からアテネ市を地盤に出馬した。また、独立ギリシャ人から2015年1月ギリシャ議会総選挙にも出馬したが、当選はならなかった。